# Авоян, Арташес Роландович
Арташес Роландович Авоян (арм. Արտաշես Ավոյան, 25 декабря 1972, Ереван) — депутат парламента Армении.
- 1989—1994 — юридический факультет Ереванского государственного университета. Юрист.
- 1994—1997 — проходил срочную военную службу в военной прокуратуре непризнанной Нагорно-Карабахской Республики, где работал следователем, затем старшим следователем.
- 1997—1998 — специалист юридического отдела союза правоведов и политологов Армении.
- 1998—1999 — старший советник постоянной комиссии по государственно-правовым вопросам парламента Армении.
- 1999—2002 — эксперт фракции «Оринац Еркир».
- 1999—2004 — член Центральной избирательной комиссии Армении.
- 2004—2005 — главный советник министра по вопросам культуры и молодёжи Армении.
- 2005—2007 — член Центральной избирательной комиссии Армении.
- 12 мая 2007 — избран депутатом парламента. Член постоянной комиссии по защите прав человека и общественным вопросам. Член партии «Оринац Еркир».